# 贝城 (沃州)
贝城（法語發音：[be]）是瑞士联邦西部法语区的沃州的一个市镇，位于沃州东南端，在行政上属于艾格勒区管辖。贝城的总面积为96.56平方公里。截至2007年，总人口为5,981。

## 地理
罗讷河从西部边境流过。

## 景点
- 贝城盐矿